# Конца дела Кампанија
Конца дела Кампанија (итал. Conza della Campania) је насеље у Италији у округу Авелино, региону Кампанија.
Према процени из 2011. у насељу је живело 695 становника. Насеље се налази на надморској висини од 440 м.

## Становништво
Према резултатима пописа становништва 2011. у општини је живело 1.432 становника.
| 1931. | 1936. | 1951. | 1961. | 1971. | 1981. | 1991. | 2001. | 2011. |
| ----- | ----- | ----- | ----- | ----- | ----- | ----- | ----- | ----- |
| 2.911 | 3.248 | 3.443 | 2.771 | 2.270 | 1.506 | 1.473 | 1.457 | 1.432 |